# Hrabstwo Monterey
Hrabstwo Monterey (ang. Monterey County) – hrabstwo w stanie Kalifornia w Stanach Zjednoczonych. Obszar całkowity hrabstwa obejmuje powierzchnię 3771,07 mil² (9767,03 km²). Według szacunków United States Census Bureau w roku 2009 miało 410 370 mieszkańców.
Hrabstwo powstało w 1850 roku. 
Na jego terenie znajdują się:
- miejscowości – Carmel-by-the-Sea, Del Rey Oaks, Gonzales, Greenfield, King City, Marina, Monterey, Pacific Grove, Salinas, Sand City, Seaside, Soledad,
- CDP – Boronda, Bradley, Carmel Valley Village, Castroville, Chualar, Del Monte Forest, Elkhorn, Las Lomas, Lockwood, Moss Landing, Pajaro, Pine Canyon, Prunedale, San Ardo, San Lucas, Spreckels.